# Коваленко Іван Тимофійович
Іван Тимофійович Коваленко (нар. 21 травня 1931 — ?, місто Суми) — український радянський діяч, новатор виробництва, бригадир котельників-складальників Сумського машинобудівного виробничого об'єднання імені Фрунзе. Герой Соціалістичної Праці (20.04.1971). Член Ревізійної Комісії КПУ в 1976—1981 р. Кандидат в члени ЦК КПУ в 1981—1986 р.

## Біографія
Народився у родині робітників. У 1947 році закінчив ремісниче училище.
У 1947—1986 рр. — котельник, полірувальник, бригадир котельників-складальників Сумського машинобудівного заводу імені Фрунзе (з 1976 року — Сумського машинобудівного виробничого об'єднання імені Фрунзе) Сумської області.
Закінчив школу робітничої молоді, а у 1962 році, без відриву від виробництва, закінчив Сумський машинобудівний технікум.
Член КПРС з 1961 року.
З 1986 року — майстер виробничого навчання Сумського базового спеціального професійно-технічного училища (СПТУ-2).
Потім — на пенсії у місті Сумах.

## Нагороди
- Герой Соціалістичної Праці (20.04.1971)
- орден Леніна (20.04.1971)
- орден Трудового Червоного Прапора
- медалі